# Draconarius coreanus
Draconarius coreanus är en spindelart som först beskrevs av Paik och Takeo Yaginuma 1969.  Draconarius coreanus ingår i släktet Draconarius och familjen mörkerspindlar. Inga underarter finns listade i Catalogue of Life.